# Stora Simi
Stora Simi eller Iso-Simi är en sjö i Finland. Den ligger i kommunen Raseborg i landskapet Nyland, i den södra delen av landet, 80 km väster om huvudstaden Helsingfors. Stora Simi ligger 46,3 meter över havet. I omgivningarna runt Stora Simi växer i huvudsak blandskog. Den är 42,75 meter djup. Arean är 2,1 kvadratkilometer och strandlinjen är 12,98 kilometer lång. Sjön  ingår i Skärgårdshavets kustområde, Åland. 